# All-Ireland Senior Football Championship 1902
L'All-Ireland Senior Football Championship 1902 fu l'edizione numero 16 del principale torneo di calcio gaelico irlandese. Dublino batté in finale Londra ottenendo l'ottavo trionfo della sua storia.

## All-Ireland Series
La formula prevedeva una sorta di All-Ireland interno, tra le sole contee irlandesi. La squadra vincitrice avrebbe raggiunto Londra in una finale generale. La fase finale si disputò due anni dopo i tornei provinciali.

### Semifinali
| Athenry 24 aprile 1904 | Tipperary | 2-05 – 0-04 | Galway |  |

| Drogheda 5 giugno 1904 | Dublino | 4-16 – 1-06 | Tipperary |  |

### Finali

#### Irlandese
| Kilkenny 24 luglio 1904 | Dublino | 0-06 – 0-05 | Tipperary |  |

#### Generale
| Cork 11 settembre 1904 | Dublino | 2-08 – 0-04 | Londra | (10000 spett.) |